# Thal (huyện)

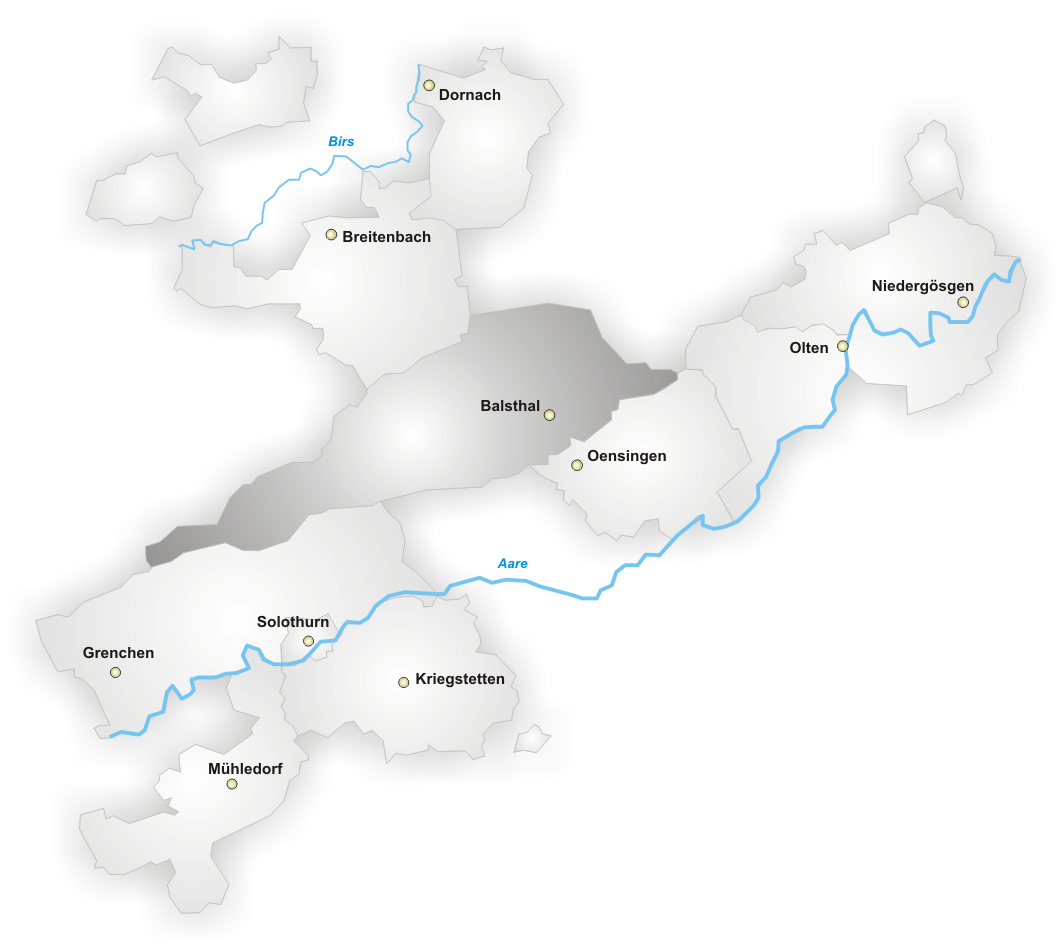
Huyện Thal, bang Solothurn

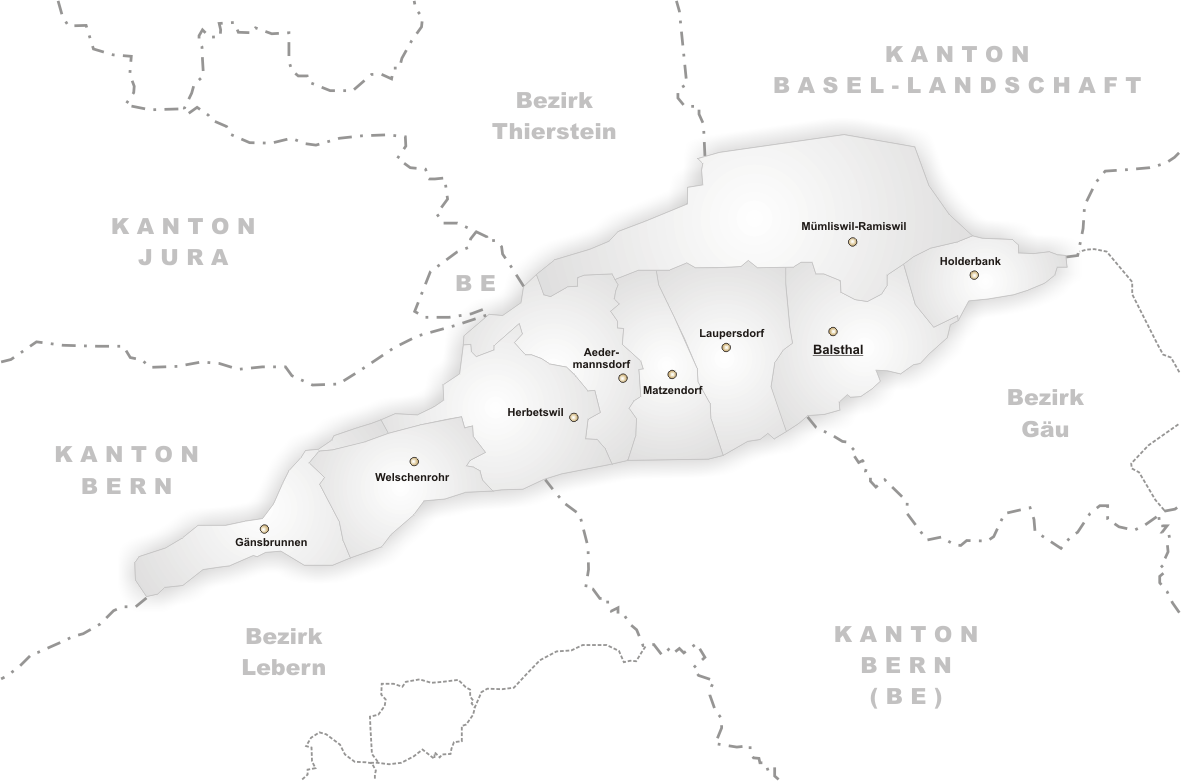
Các đô thị của Thal

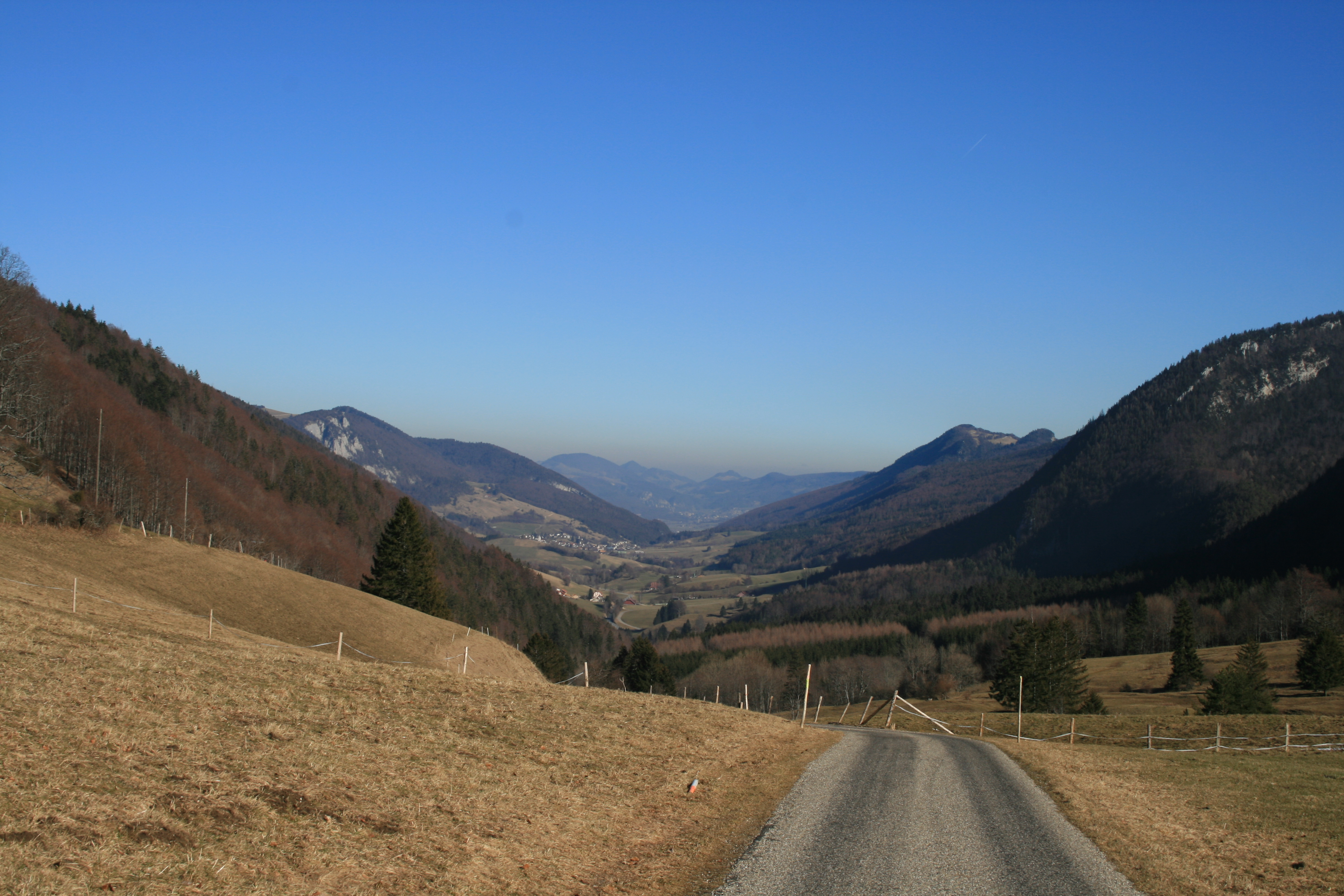
Thal

Thal là một trong 10 huyện bang Solothurn tại Thụy Sĩ, tọa lạc ở trung bộ bang. Cùng với Huyện Gäu, huyện này tạo thành Amtei (đơn vị bầu cử) Thal-Gäu.
Thal Có các đô thị sau:
| Huy hiệu           | Đô thị             | Dân số (Dec 2005) | Diện tích, km² |
| ------------------ | ------------------ | ----------------- | -------------- |
| Aedermannsdorf     | Aedermannsdorf     | 534               | 12,88          |
| Balsthal           | Balsthal           | 5810              | 15.69          |
| Gänsbrunnen        | Gänsbrunnen        | 96                | 11,36          |
| Herbetswil         | Herbetswil         | 585               | 16.35          |
| Holderbank         | Holderbank         | 663               | 7,79           |
| Laupersdorf        | Laupersdorf        | 1685              | 15.52          |
| Matzendorf         | Matzendorf         | 1314              | 11,29          |
| Mümliswil-Ramiswil | Mümliswil-Ramiswil | 2542              | 35.48          |
| Welschenrohr       | Welschenrohr       | 1162              | 12,97          |
|                    | Total              | 14,391            | 139.33         |

Bản mẫu:Districts of the canton of Solothurn